# الحمارة (امزفرون)
الحمارة هي إحدى مشيخات المملكة المغربية، تتبع جغرافيا لإقليم وزان وإداريًا لامزفرون. يقدر عدد سكانها بـ 7204 نسمة حسب الإحصاء الرسمي للسكان والسكنى لسنة 2004.